# Миранда, Габриэль
Габриэль Антонио Миранда (исп. Gabriel Antonio Miranda; 20 августа 1968, Монтевидео, Уругвай) — венесуэльский футболист, полузащитник. Выступал за сборную Венесуэлы.

## Биография

### Клубная карьера
На взрослом уровне начал выступать в 1986 году в составе «Каракаса». В 1989—1990 годах играл за «Депортиво Италия», но затем вернулся в «Каракас». В составе столичного клуба неоднократно становился чемпионом Венесуэлы — в сезонах 1991/92, 1993/94, 1994/95, 1996/97. Всего за «Каракас» сыграл 293 матча и забил 78 голов, по состоянию на 2017 год занимает в истории клуба второе место по обоим показателям — по числу матчей после Сесара Баэны (315), а по числу голов после Рафаэля Кастельина (121).
В середине 1990-х годов выступал за границей — в мексиканском «Атланте», эквадорском «Эмелеке» и аргентинском «Платенсе». В составе «Эмелека» стал вице-чемпионом Эквадора.

### Карьера в сборной
Участник чемпионата Южной Америки 1988 года среди 20-летних. Забил два гола в ворота сборной Парагвая (2:6) и стал лучшим бомбардиром своей команды (Венесуэла на турнире проиграла все пять матчей группового этапа и забила лишь три гола).
В национальной сборной Венесуэлы дебютировал в 1994 году. Участник двух розыгрышей Кубка Америки — в 1995 и 1997 годах. Свой первый гол за сборную забил на Кубке Америки, 12 июля 1995 года в матче против Парагвая (2:3). Всего за национальную команду в 1994—1997 годах сыграл 17 матчей и забил три гола.

## Достижения
- Чемпион Венесуэлы (4): 1991/92, 1993/94, 1994/95, 1996/97
- Серебряный призёр чемпионата Эквадора: 1996